# Борго Алчерито (Рагуза)
Борго Алчерито је насеље у Италији у округу Рагуза, региону Сицилија.
Према процени из 2011. у насељу је живело 3 становника. Насеље се налази на надморској висини од 44 м.